# Bóstwa astralne

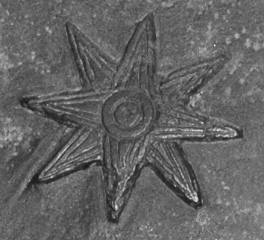
detal z kudurru (steli) króla babilońskiego Meli-Szipaka, ukazujący ośmioramienną gwiazdę – symbol bogini Isztar

Bóstwa astralne – typ bóstw uranicznych, będący personifikacją gwiazd. Czasem stosowane jako określenie dla wszystkich bóstw uranicznych. Kult samych gwiazd jest szczególnie charakterystyczny dla wierzeń ludów koczowniczych i morskich.
Problematyka bóstw astralnych ściśle wiąże się z astrolatrią.
Przykłady bóstw astralnych:
- babilońskie:
  - Marduk – utożsamiany z planetą Jowisz
  - Isztar – Gwiazda Zaranna (planeta Wenus)
  - Nergal – Mars,
  - Ninurta – Saturn
  - Nabu – Merkury,
  - Utu – Słońce,
  - Sin – Księżyc
- japońskie:
  - Ame-no kagase-wo – bóg utożsamiany z Gwiazdą Polarną
- greckie:
  - Asteria – bogini gwiazd
  - Astrajos – bóg światła gwiezdnego
  - Fosforos – Gwiazda Poranna (planeta Wenus)
  - Hesperos – Gwiazda Wieczorna (planeta Wenus)
- staroarabskie:
  - Al-Uzza – utożsamiana z planetą Wenus
- bóstwa ludu Akan
  - Amowia, Awusi – Słońce
  - Awo – Księżyc
  - Aku – Merkury
  - Asase Afua, Wenus
  - Abrao – Jowisz
- indyjskie bóstwa utożsamiane z poszczególnymi ciałami niebieskim („planetami” w rozumieniu astrologicznymi, graha):
  - Surja – Słońce
  - Ćandra – Księżyc
  - Mangala – planeta Mars
  - Budha – planeta Merkury
  - Bryhaspati – planeta Jowisz
  - Śukra – planeta Wenus
  - Śani – planeta Saturn
  - Rahu – odpowiadał ósmej planecie, uważanej za sprawcę zaćmień Słońca i Księżyca
  - Ketu (obcięta głowa Rahu) – źródło komet i meteorów